# Paolo Pastorelli
Paolo Pastorelli (ur. 6 stycznia 1943 w Gallarate, zm. 15 marca 2013 w Rzymie) – włoski polityk, bankowiec, samorządowiec, poseł do Parlamentu Europejskiego V kadencji (2001–2004).

## Życiorys
Z wykształcenia technik handlowiec (1961). Pracował w różnych przedsiębiorstwach. Był m.in. prezesem banku Banca Industriale Gallaratese.
W 1999 kandydował z ramienia Zjednoczonych Chrześcijańskich Demokratów do Europarlamentu. Mandat poselski objął w 2001, gdy złożył go Rocco Buttiglione. Należał m.in. do grupy chadeckiej, pracował w Komisji Przemysłu, Handlu Zewnętrznego, Badań Naukowych i Energii.
Był później radnym Travedona-Monate, działaczem małych partii chadeckich oraz koordynatorem struktur partii Włosi w Świecie w Lombardii, z którą w 2008 przystąpił do Ludu Wolności.
Zajmował się działalnością w związkach sportowych. Uzyskał tytuł honorowego obywatela Casorate Sempione, w latach 70. odznaczony Orderem Zasługi Republiki Włoskiej III klasy.